# 路易斯·恩里克
路易斯·恩里克·马丁内斯·加西亚（西班牙語：Luis Enrique Martínez García，1970年5月8日—），是已经退役西班牙足球运动员，其场上位置多变，职业生涯中曾经出任过除了守门员之外的所有位置。曾擔任西班牙國家足球隊及西甲球隊巴塞隆拿足球教練。

## 球員生涯
1996年，路易斯·恩里克从皇家马德里自由转会至巴塞罗那，在双方球迷中都引起轩然大波。不过他最终凭借出色表现征服了巴塞罗那的球迷，之后更加成为俱乐部的队长。
路易斯·恩里克曾代表西班牙參加過三屆世界盃：1994年、1998年和2002年，以及1996年歐洲國家盃，並在62次出賽中攻入12球。他也是1992年巴塞隆納夏季奧運會奪金隊伍的成員之一。
球員時期，他與名帥瓜迪奧拉是巴塞罗那及西班牙國家隊隊友。

## 執教生涯
2008年，路易斯·恩里克开始担任巴塞罗那俱乐部二队的主教练，並帶領巴塞B隊連續2年升班及取得西乙季軍。2011年安歷基確認不與巴塞B隊續約，並於夏季正式擔任意甲球會羅馬主教練。他僅執教一季後離任。
在2013年起，他擔任西甲球會切爾達主教練，擔任一季後離任。
在2014年5月重返巴塞隆拿擔任主教練，当赛季率领巴塞罗那豪夺西甲、欧冠、国王杯三大赛事的冠军，帮助巴萨再次成为三冠王并成为历史上第一支两次达成三冠王成就的球队，赛季结束后再次夺得欧洲超级杯、世俱杯两项赛事的冠军，荣膺「五冠王」成就，在西班牙超级杯的比赛中不敌埃内斯托·巴尔韦德执教的毕尔巴鄂竞技，未能帮助球队再次成为「六冠王」。
2015-16赛季，巴塞罗那火力依旧，恩里克当赛季再次率领球队夺得西甲冠军与国王杯冠军，但在球队最看重的欧冠赛事中，巴塞罗那在1/4决赛两回合不敌马德里竞技，无缘晋级四强。
2016-17赛季，巴塞罗那的阵容开始出现疲态，欧冠赛场上，球队于1/8决赛首回合爆冷0-4惨败巴黎圣日尔曼，一度无缘晋级八强，恩里克与球队遭受争议，在2017年3月1日带队6-1战胜希洪竞技后的新闻发布会上，恩里克宣布将不会续约并不会担任下一赛季巴塞罗那队的主教练。尽管遭遇到诸多挫折，但在次回合的诺坎普，恩里克采用极其激进的3313阵型，巴塞罗那众志成城最终上演“诺坎普奇迹”，以6-1的比分大胜巴黎圣日尔曼，总比分6-5晋级八强。然而在1/4决赛，巴塞罗那遭遇状态正佳的尤文图斯，两回合0-3的总比分宣告了巴萨的完败，球队再次倒在八强。
2017年6月30日，恩里克正式卸任巴塞罗那主教练一职。
2018年7月，路易斯·恩里克出任西班牙國家男子足球队主教練。2019年3月因家事暂时离任；但在11月19日，他又重新出任西班牙男足主帥一職。
2021年6月，恩里克率领西班牙国家队参加欧洲国家杯，小组赛一胜二平积四分晋级淘汰赛。1/8决赛面对2018年世界杯亚军克罗地亚，西班牙在常规时间被克罗地亚顽强绝平后又在加时赛连入两球淘汰对手晋级八强，1/4决赛面对瑞士队，西班牙与对手战至点球大战，最终以4-2的总比分淘汰对手晋级四强。半决赛中面对夺冠热门意大利队，西班牙最终在点球大战2-4不敌对手无缘晋级决赛。
2022年11月，恩里克率队参加2022年世界杯，然而本届赛事西班牙队表现差强人意，小组赛首轮以7-0的比分屠杀哥斯达黎加队，第二轮1-1战平德国队，第三轮1-2不敌日本队，以小组第二晋级淘汰赛。尽管1/8决赛面对纸面实力相对弱小的摩洛哥队，西班牙却没能找到自己的节奏，恩里克的传控战术饱受争议，双方战至点球大战，西班牙所有点球全部射失，以0-3的比分爆冷不敌摩洛哥惨遭淘汰。同年12月8日，西班牙辞退恩里克的主教练一职。
2023年7月5日，法甲豪门巴黎圣日耳曼宣布恩里克成为球队新主帅，合同期为两年，当赛季夏窗，恩里克为巴黎圣日耳曼引入奥斯曼·登贝莱、贡萨洛·拉莫斯、卢卡斯·埃尔南德斯、李刚仁等球员，在接下来的赛季里，这些球员均有亮眼表现。
2023-24赛季，恩里克率领巴黎圣日尔曼包揽法甲、法国杯、法国超级杯三项赛事冠军，荣膺「本土三冠王」，欧冠方面，巴黎圣日尔曼在首回合主场落败的情况下次回合客场作战以4-1的比分逆转巴塞罗那晋级四强，但在半决赛两回合不敌多特蒙德无缘晋级决赛。
2024-25赛季，在恩里克的率领下，大巴黎延续凶猛势头，尽管在冬窗前球队的表现乏善可陈，但在冬窗后，球队引入克瓦拉茨赫利亚等球员并迅速找到比赛节奏，国内方面连续两年拿下法甲和法国杯冠军，欧冠方面尽管未能在联赛阶段排名前列，但球队在附加赛中大胜布雷斯特晋级16强，1/8决赛面对实力极强的利物浦，巴黎圣日尔曼两回合1-1战平对手，凭借点球大战4-1淘汰对手晋级八强，1/4决赛尽管在次回合的客场落败，但巴黎仍然以5-4的总比分淘汰阿斯顿维拉晋级四强，半决赛两回合巴黎双杀阿森纳，总比分3-1晋级决赛，2025年5月31日，巴黎圣日尔曼决赛5比0大破国际米兰，打破欧冠决赛历史最大分差，夺得队史首个欧冠奖杯，实现三冠王。凭借在巴塞罗那和巴黎圣日尔曼的两次三冠王成绩，成为继瓜迪奥拉后历史第二位分别在两家俱乐部率队夺得三冠王的主教练。
2025年7月14日，巴黎聖日爾門与切尔西会师世冠盃決賽。大巴黎上半場結束前已經落後車路士三球，下半場最終沒能攻破車路士球門，被對手0-3完勝。不甘輸球的巴黎聖日爾門球員在賽後與車路士球員爆發肢體碰撞，期間恩里克不但沒有阻止雙方的肢體衝突，還上前對車路士前鋒若昂·佩德罗作出鎖頸行為，車路士領隊恩佐·馬雷斯卡上前將兩人拉開，以免兩人扭打起来。

## 个人生活
恩里克小女儿萨娜（Xana）罹患骨肉瘤，2019年9月29日去世，年仅9岁。

## 數據

### 球會
| 球會         | 球季         | 聯賽 | 聯賽 | 盃賽 | 盃賽 | 歐洲賽 | 歐洲賽 | 其他 | 其他 | 總數 | 總數 |
| 球會         | 球季         | 出场 | 进球 | 出场 | 进球 | 出场   | 进球   | 出场 | 进球 | 出场 | 进球 |
| ------------ | ------------ | ---- | ---- | ---- | ---- | ------ | ------ | ---- | ---- | ---- | ---- |
| 希杭競技     | 1989–90      | 1    | 0    | -    | -    | -      | -      | -    | -    | 1    | 0    |
| 希杭競技     | 1990–91      | 35   | 14   | 9    | 3    | -      | -      | -    | -    | 44   | 17   |
| 希杭競技     | 总数         | 36   | 14   | 9    | 3    | 0      | 0      | 0    | 0    | 45   | 17   |
| 皇家馬德里   | 1991–92      | 29   | 4    | 6    | 1    | 6      | 0      | -    | -    | 41   | 5    |
| 皇家馬德里   | 1992–93      | 34   | 2    | 6    | 0    | 8      | 1      | -    | -    | 48   | 3    |
| 皇家馬德里   | 1993–94      | 28   | 2    | 4    | 1    | 6      | 0      | 2    | 0    | 40   | 3    |
| 皇家馬德里   | 1994–95      | 35   | 4    | 2    | 0    | 6      | 0      | -    | -    | 43   | 4    |
| 皇家馬德里   | 1995–96      | 31   | 3    | 0    | 0    | 8      | 0      | 2    | 0    | 41   | 3    |
| 皇家馬德里   | 总数         | 157  | 15   | 18   | 2    | 34     | 1      | 4    | 0    | 213  | 18   |
| 巴塞隆拿     | 1996–97      | 35   | 17   | 7    | 1    | 7      | 0      | 2    | 0    | 51   | 18   |
| 巴塞隆拿     | 1997–98      | 34   | 18   | 6    | 3    | 6      | 4      | 1    | 0    | 47   | 25   |
| 巴塞隆拿     | 1998–99      | 26   | 11   | 3    | 0    | 3      | 1      | 2    | 0    | 34   | 12   |
| 巴塞隆拿     | 1999–00      | 19   | 3    | 5    | 3    | 7      | 6      | 2    | 0    | 33   | 12   |
| 巴塞隆拿     | 2000–01      | 28   | 9    | 4    | 1    | 9      | 6      | -    | -    | 41   | 16   |
| 巴塞隆拿     | 2001–02      | 23   | 5    | 0    | 0    | 15     | 6      | -    | -    | 38   | 11   |
| 巴塞隆拿     | 2002–03      | 18   | 8    | 0    | 0    | 8      | 2      | -    | -    | 26   | 10   |
| 巴塞隆拿     | 2003–04      | 24   | 3    | 1    | 0    | 5      | 2      | -    | -    | 30   | 5    |
| 巴塞隆拿     | 总数         | 207  | 73   | 26   | 8    | 60     | 27     | 7    | 0    | 300  | 109  |
| 职业生涯总数 | 职业生涯总数 | 400  | 102  | 53   | 13   | 94     | 28     | 11   | 0    | 558  | 143  |

## 榮譽

### 球員生涯
皇家馬德里
- 西班牙足球甲級聯賽冠軍：1994/1995
- 國王盃冠軍：1992/1993
- 西班牙超级杯冠軍：1993
- 伊比利亞盃冠軍：1994

巴塞隆拿
- 西班牙足球甲級聯賽冠軍：1997/1998，1998/1999
- 國王盃冠軍：1996/1997，1997/1998
- 西班牙超级杯冠軍：1996
- 歐洲盃賽冠軍盃冠軍：1997
- 欧洲超级杯冠軍：1997

西班牙U23
- 夏季奧林匹克運動會金牌：1992年

個人榮譽
- 2004年獲國際足總列入在世的最偉大的125名足球員名單

### 教練生涯
巴塞隆拿
- 西班牙足球甲级联赛冠軍：2014/2015，2015/2016
- 西班牙国王杯冠軍：2014/2015，2015/2016，2016/2017
- 欧洲冠军联赛冠軍：2014/2015
- 西班牙超級盃冠军：2016
- 欧洲超级杯冠軍：2015
- 国际足联俱乐部世界杯冠軍：2015

 巴黎聖日耳門
- 法國足球甲級聯賽冠軍：2023/2024，2024/2025
- 法國盃冠軍：2024，2025
- 法國超級盃冠軍：2023，2024，2025
- 欧洲冠军联赛冠軍：2024/2025
- 歐洲超級盃冠軍：2025

個人榮譽
- 國際足總年度世界最佳教練：2015年
- 世界足球雜誌年度最佳教練：2015年